# Civaie
Con il termine civaie ci si riferisce in termini agronomici alle leguminose da granella oggi indicate comunemente come proteaginose.
Le civaie sono specie appartenenti alla famiglia delle Fabacee e sono coltivate per il seme proteico impiegato nell'alimentazione umana. 
Le specie maggiormente diffuse in Italia sono: fagiolo, pisello, cece, fava, lenticchia, soia. Diffuse anche cicerchia, lupino e favino.
Hanno un ruolo complementare ai cereali nell'alimentazione umana e in quella animale grazie all'elevato contenuto proteico (20-38%).
Alcune di queste specie vengono impiegate per costituire erbai o come specie da sovescio.
A livello mondiale presentano una diffusione analoga ai cereali, e sono maggiormente presenti nei paesi in via di sviluppo che non possono accedere ai fertilizzanti di sintesi e dove è necessaria una fonte di proteine a basso costo.
Al momento la superficie è in contrazione a causa dei seguenti motivi:
- Basse rese unitarie < 1 t/ha
- Basso contenuto in aminoacidi solforati (cisteina, metionina e triptofano)
- Scarsa digeribilità dovuta alla presenza di composti antitripsici (proteine antienzimatiche) e/o composti tossici eliminabili con ammollo, tostatura, cottura.
- Elevata resistenza alla cottura difficilmente compatibile con gli stili di vita odierni.

Possibilità di rilancio: 
- Miglioratrici della fertilità chimica del terreno (fissano azoto)
- Impiego nei mangimi come integratore proteico dopo scandalo BSE
- Ricerca di sapori tipici (cicerchia) o esotici (azuki)
- Ritorno alla rotazione per contenere costi e abbassare input fertilizzanti
- Fonte di proteine economicamente vantaggiose rispetto alla carne ed agli altri derivati animali
- Alimenti non aterogeni e con effetto protettivo nei confronti delle malattie croniche [1]